# Portret Jarosława Odrowąża-Pieniążka (obraz Jacka Malczewskiego)
Portret Jarosława Odrowąża-Pieniążka – obraz olejny Jacka Malczewskiego namalowany w roku 1911. Znajduje się w zbiorach Muzeum Narodowego w Krakowie. Obraz sygnowany przez autora "1911 J. Malczewski".

## Opis obrazu
Jacek Malczewski często malował osoby o charakterystycznej urodzie. Podobnie wyrazistą twarz miał Jarosław Odrowąż Pieniążek, którego portret był malowany, jak informuje napis na odwrocie obrazu, 15 i 22 sierpnia 1911 roku. Jarosław Odrowąż-Pieniążek był aktorem, dziennikarzem, urzędnikiem państwowym i kolekcjonerem sztuki. Zasłynął też brawurową wyprawą rowerową ze Lwowa do Gdańska i z powrotem, opisaną przez niego i następnie wydaną w broszurach. Odrowąż-Pieniążek ukazany został w charakterystycznej dla Malczewskiego konwencji; na tle rozpościerającego się krajobrazu, z tajemniczą sylwetką kobiety oplecionej łańcuchem, nawiązującej do aktorskich i dziennikarskich pasji portretowanego.

## Udział w wystawach
- Jacek Malczewski (1854 - 1929). W 150. rocznicę urodzin i 75. rocznicę śmierci, 2004-09-19 - 2005-03-06; Muzeum im. Jacka Malczewskiego w Radomiu
- Cyfrowe Dziedzictwo Kulturowe[1]